# Palazzo Falconieri

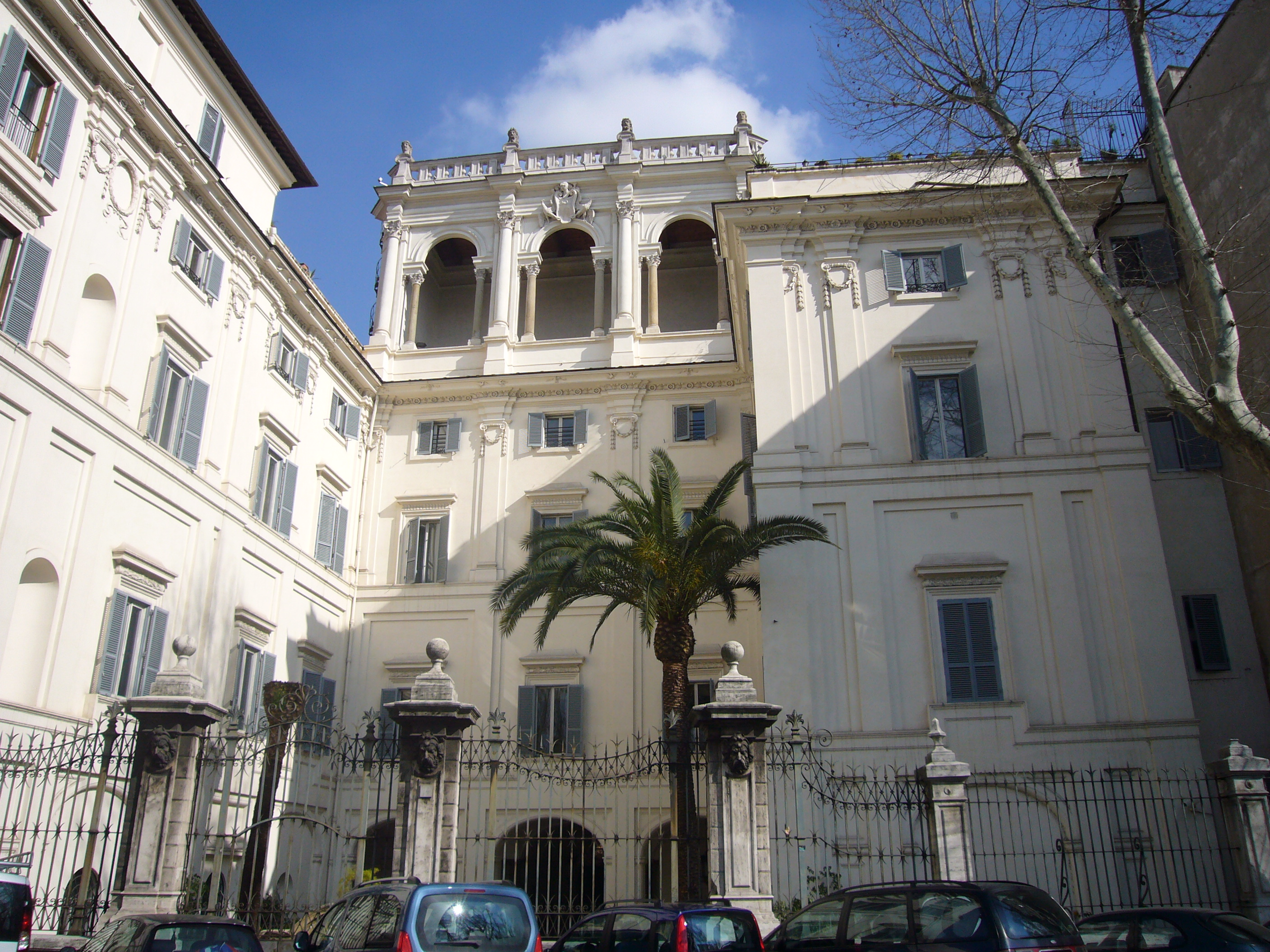
A lógia de frente para o Tibre, obra de Borromini.

Palazzo Falconieri é um palácio renascentista localizado no número 1 da Via Giulia, no rione Regola, ao lado da igreja de Santa Maria dell'Orazione e Morte.

## História
Em 1542, o núcleo do edifício foi construído por encomenda do cardeal Pomponio Ceci e seu irmão Attilio com uma fachada simples de oito janelas. Em seguida, o palácio foi vendido primeiro para os Odescalchi (1574) e depois para Mario Farnese di Latera (1606). Após um breve período de posse do cardeal Luigi Capponi (1611-1613), o edifício finalmente voltou para os Farnese, uma história atestada nos diversos brasões pelo palácio.

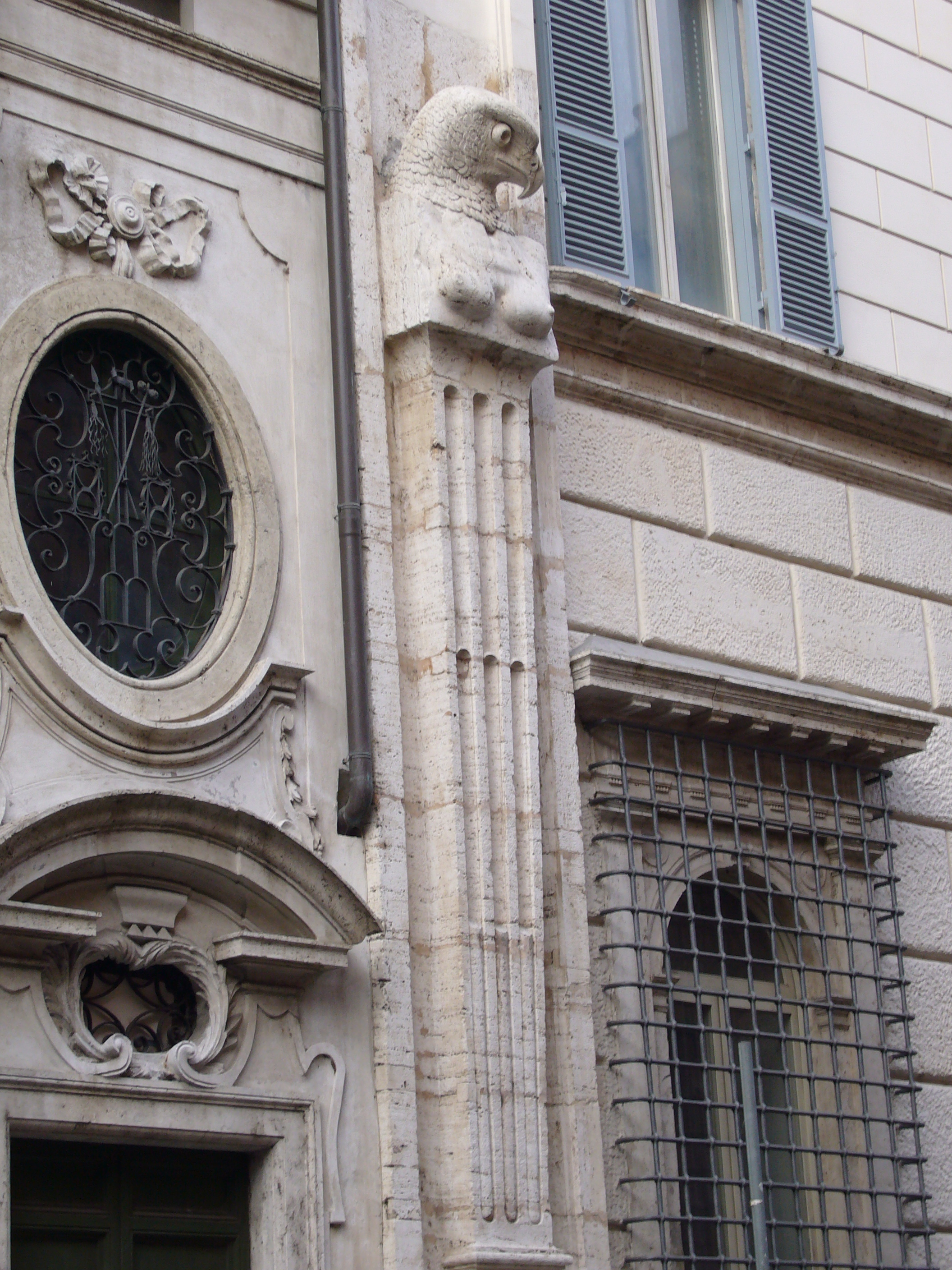
Herma com seios femininos e cabeça de águia na extremidade do palácio vizinha à igreja de Santa Maria dell'Orazione e Morte.

Em 1638, Orazio Falconieri, da nobre família Falconieri, de Florença, comprou o palácio de Girolamo e Pietro Farnese por 19 000 escudos, que contava na época com um pequeno pátio de frente para o Tibre. Ele comprou também a propriedade vizinha em 1645 e, no ano seguinte, encomendou ao arquiteto Francesco Borromini uma ampliação da fachada na Via Giulia, que passou de oito para onze baias para lojas. Nas extremidades estão grandes hermas barrocas com seios femininos e cabeças de falcão servindo como lesenas ou cariátides e que presumivelmente seriam obra, pelo menos em parte, de Borromini. No alto da fachada está um beiral com elmos, escudos, couraças e elementos do brasão dos Odescalchi (leão, águia e incensórios).
Na fachada de frente para o Tibre, também são obras de Borromini a grande lógia, composta por três arcos redondos com serlianas, e diversos elementos no interior, incluindo o projeto de muitos dos estuques nos tetos. Muito característica é a fonte situada no fundo do pátio interno, entre as duas rampas de uma escadaria, esta também atribuída a Borromini. Ela é constituída por um nicho de conchas no centro do qual, a partir de um tanque no nível do chão se elevam dois golfinhos com caudas retorcidas segurando uma taça semi-circular que recebe água que verte da boca de um mascarão mais acima. 
Entre 1730 e 1733, uma nova obra de ampliação ficou a cargo de Ferdinando Fuga e Nicola Michetti por encomenda do cardeal Alessandro Falconieri. Deles são as cabeças de duas faces no topo do edifício.

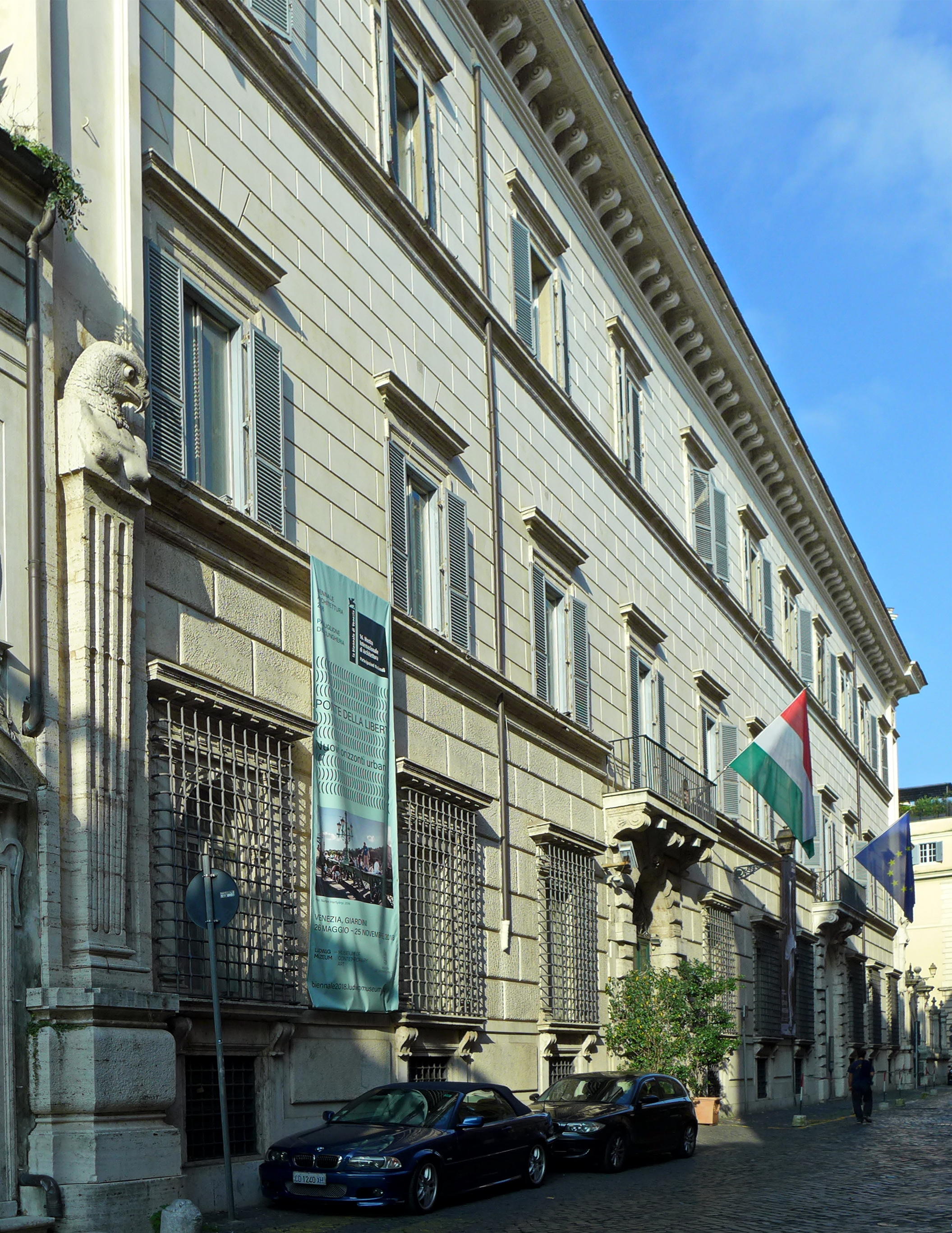
Vista do palácio na Via Giulia.

Entre 1815 e 1818, viveu ali Maria Letizia Ramolino, mãe de Napoleão Bonaparte, hóspede do cardeal Joseph Fesch, de quem era cunhada. No final do século XIX, o palácio foi vendido para Giacomo Medici del Vascello, conhecido por sua feroz resistência na Villa del Vascello durante a defesa da República Romana (1849). Entre 1877 e 1878, Gioacchino Pecci, o futuro papa Leão XIII, também viveu no palácio. Em seguida, o edifício foi adquirido pelo húngaro Vilmos Frankoi, fundador do Instituto Histórico-Geográfico. Em 1927, o governo da Hungria adquiriu o edifício e estabeleceu ali a Accademia d'Ungheria (escritório romano do Instituto Balassi), que abriga uma biblioteca especializada com mais de 20 000 volumes.